# Tuber aestivum
Tuber aestivum (Franz Xaver von Wulfen, 1786 ex Kurt Sprengel, 1827) din încrengătura Ascomycota în familia Tuberaceae și de genul Tuber, denumit în popor trufă de vară, trufă neagră de vară, sau trufă văratică, este o ciupercă comestibilă care coabitează cu rădăcinile de arbori, formând micorize. Această cea mai comună trufă se găsește în România preponderent în regiunile mai calde din sudul țării, dar și în Ardeal. Se dezvoltă subteran în soluri lutoase, argiloase, calcaroase, marnoase, bogate în humus și substanțe minerale, bine drenate și aerate, în păduri de foioase sub alune, carpeni, stejari, tei), mult mai rar în cele de conifere sub pini negri). Apare de la câmpie la munte din (mai) iunie până în septembrie (octombrie).

## Taxonomie
În 1786, specia a fost descrisă pentru prima dată ca Lycoperdon aestivum de savantul austriac Franz Xaver von Wulfen și transferată corect la genul Tuber sub denumirea actuală (2019) de micologul german Curt Polycarp Joachim Sprengel în 1827.
Totuși se tine perseverent taxonul cu același nume, descris de micologul italian Carlo Vittadini în lucrarea sa Monographia Tuberacearum din 1831. Deși foarte exactă și completată prin două ilustrații, referința la acest savant este incorectă, fiindcă a fost clasificată nomen illigitimum⁠(fr)[traduceți], datorită faptului că denumirea lui Sprengel este cea mai veche.
Toate celelalte încercări de redenumire nu au fost folosite niciodată și sunt astfel neglijabile.

## Descriere

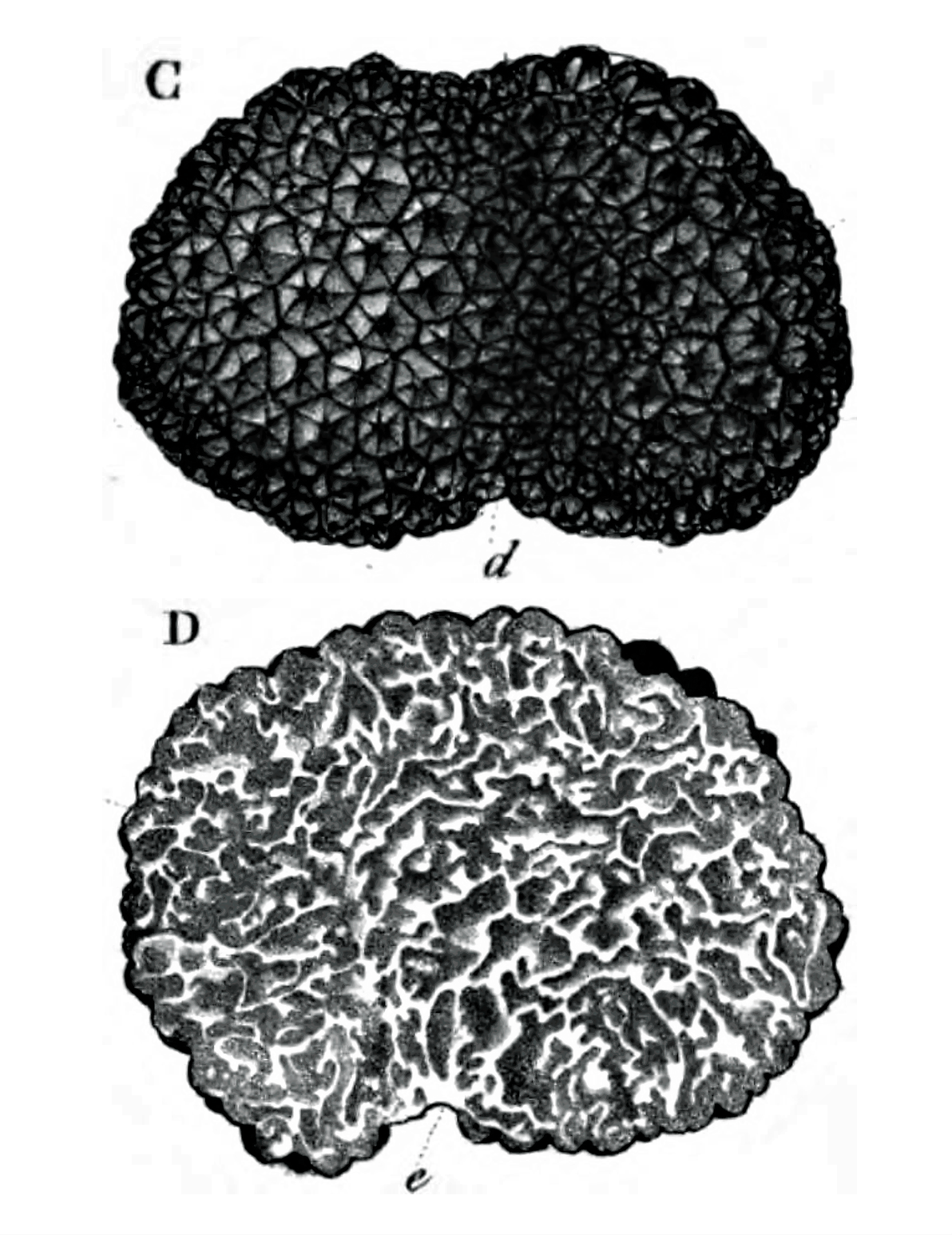
Vittad.: Tuber aestivum

- Corpul fructifer: se dezvoltă subteran, de obicei la o adâncime cuprinsă între 5-15 cm, uneori chiar la 30-40 (50) cm. Are un diametru de 3-12 cm, fiind neregulat rotundă sau ovoidală în forma unui tubercul de cartof. Peridia (înveliș al corpului de fructificație la unele ciuperci[11] care nu poate fi decojită, este verucoasă, acoperită cu negi mari, proeminenți, rotunzi și piramidali. Mărimea și proeminența solzilor variază. Coloritul este  brun-negricios, aproape negru. Gleba este inițial albicioasă, dar schimbă în brun-gălbui până brun, fiind mai închisă ca la trufa de Burgund. Ea este străbătută de nervuri labirintice sterile de culoare gri-albicioasă, dând interiorului astfel un aspect de marmură.
- Piciorul:  nu există.
- Carnea (gleba): foarte fermă și compactă, amintește de morcovi sau gulii. Mirosul este aromatic, după unii ușor de usturoi și malț prăjit, după alții puternic de alune sau porumb fiert, gustul fiind savuros.
- Caracteristici microscopice: are spori aproape sferici, hialini (translucizi), larg reticulați, având o mărime de 25-35 x 25-28  microni. Pulberea lor este brun-gălbuie. Ascele sunt groase, de forma unui băț cu o coadă lungă, măsurând 100-180 µm x 35-70 microni. Ele conțin până la 8 spori.
- Reacții chimice: nu sunt cunoscute.[8][9]

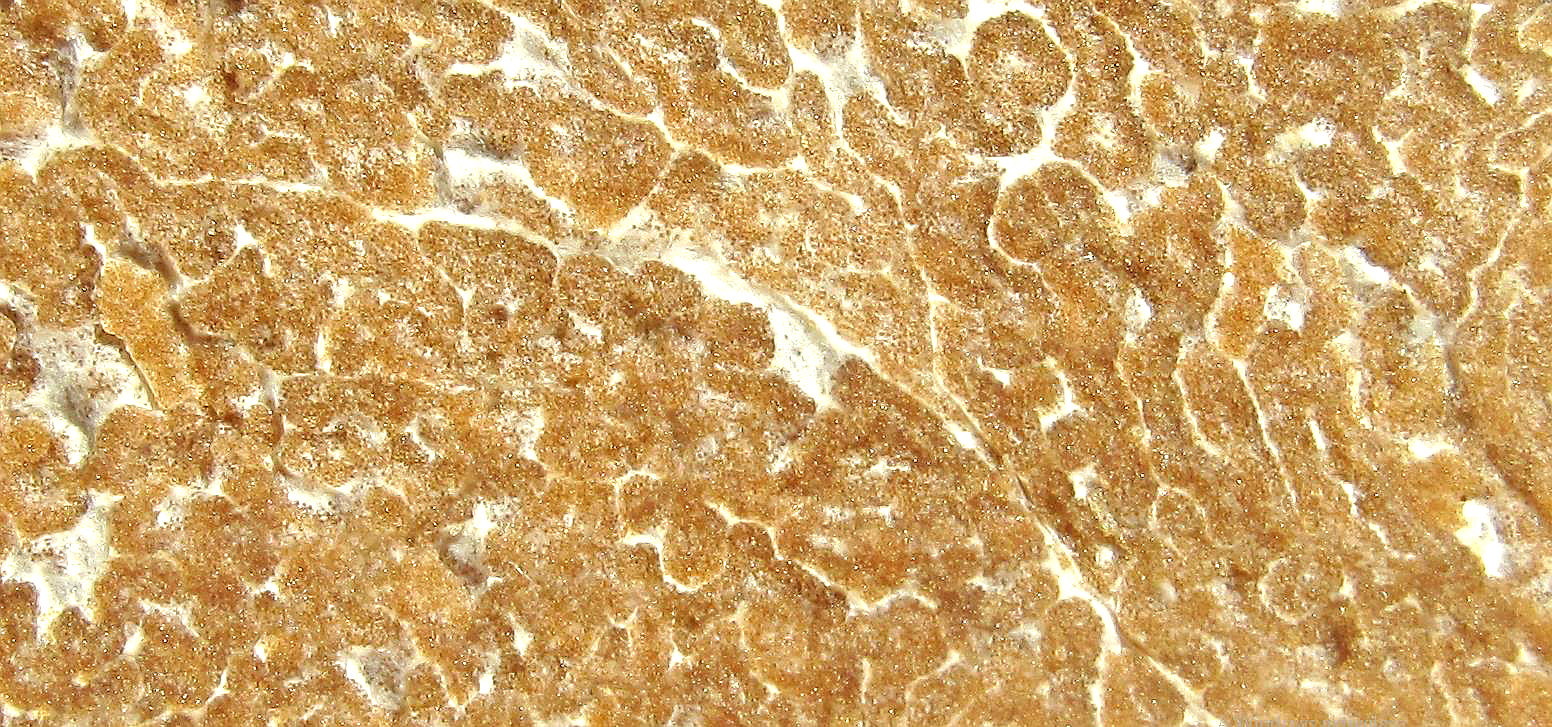
T. aestivum, gleba din apropiere
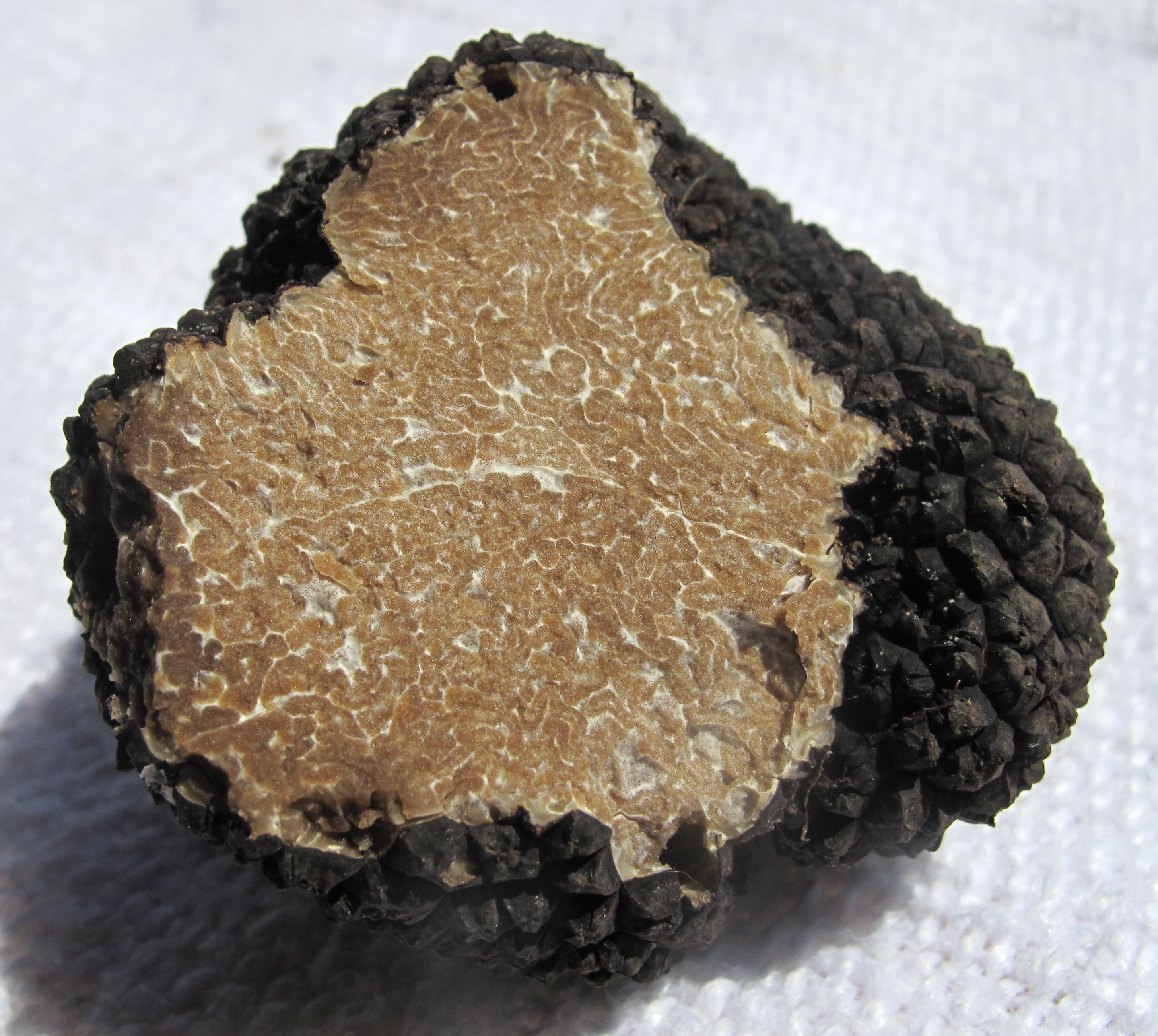
T. aestivum, secțiune longitudinală
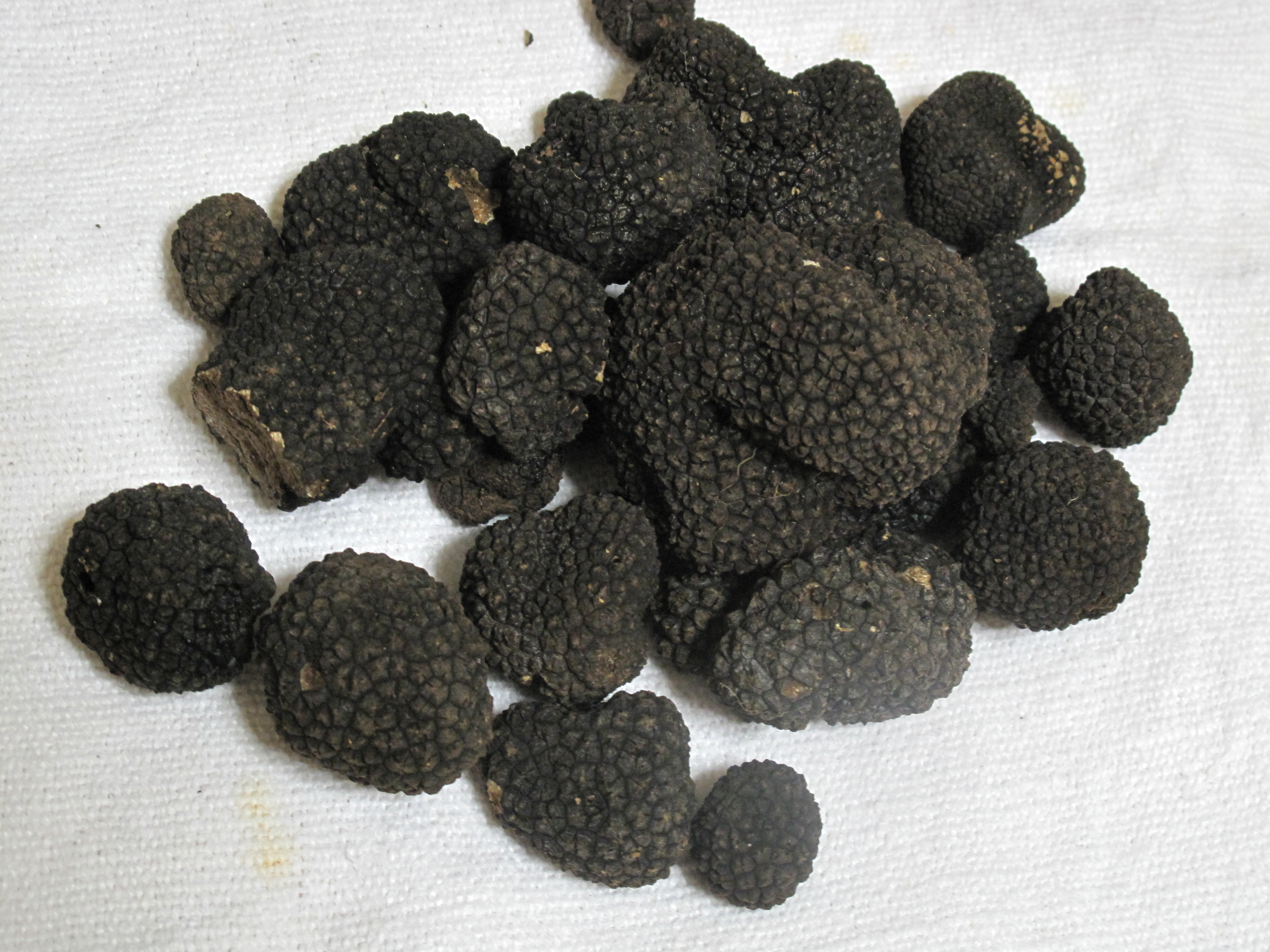
T. aestivum în diverse mărimi

## Specificitate
Pentru descoperirea trufelor dezvoltate adânc în pământ este nevoie de câini sau porci (aceștia cu botniță, de altfel le-ar mânca) dresați pentru această treabă, iar exemplarele care cresc mai apropiate de suprafață pot fi depistate după prezența a lui Leiodes cinnamomea (gândac de trufă) sau a muștelor de trufă de genul Heleomyza (Heleomyza serrata, Helomyza tuberivora) sau de genul Suillia (Suillia affinis, Suillia fuscicornis).

## Confuzii
Această specie poate doar fi confundată cu specii asemănătoare ale acestui gen, cu toate comestibile, cum sunt: Tuber brumale, Tuber indicum, Tuber macrosporum, Tuber melanosporum, Tuber mesentericum sau Tuber uncinatum. Începători ar putea confunda specia cu soiul otrăvitor Scleroderma verrucosum care crește la suprafață.

## Specii asemănătoare în imagini

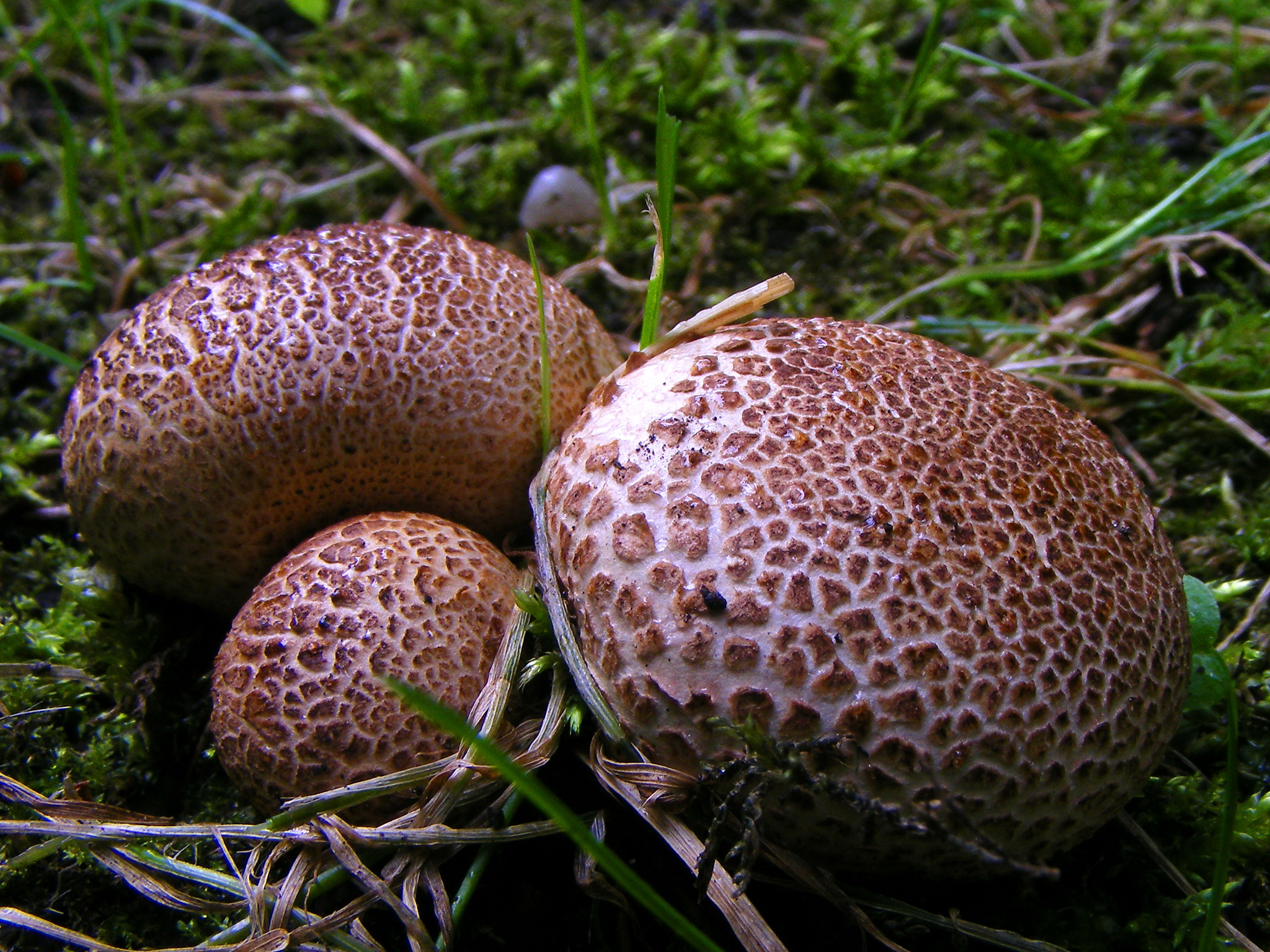
!!Scleroderma verrucosum!!
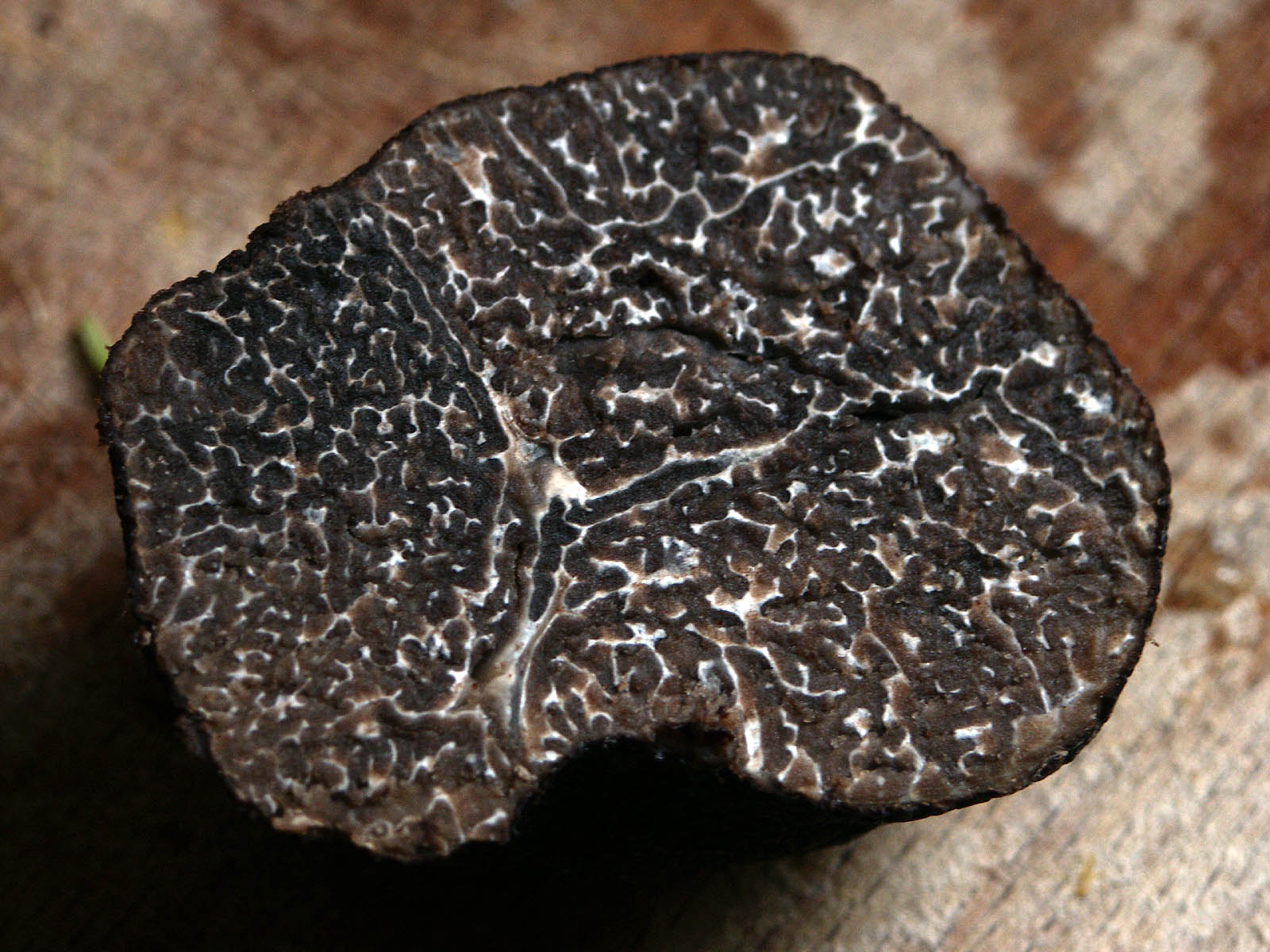
Tuber brumale
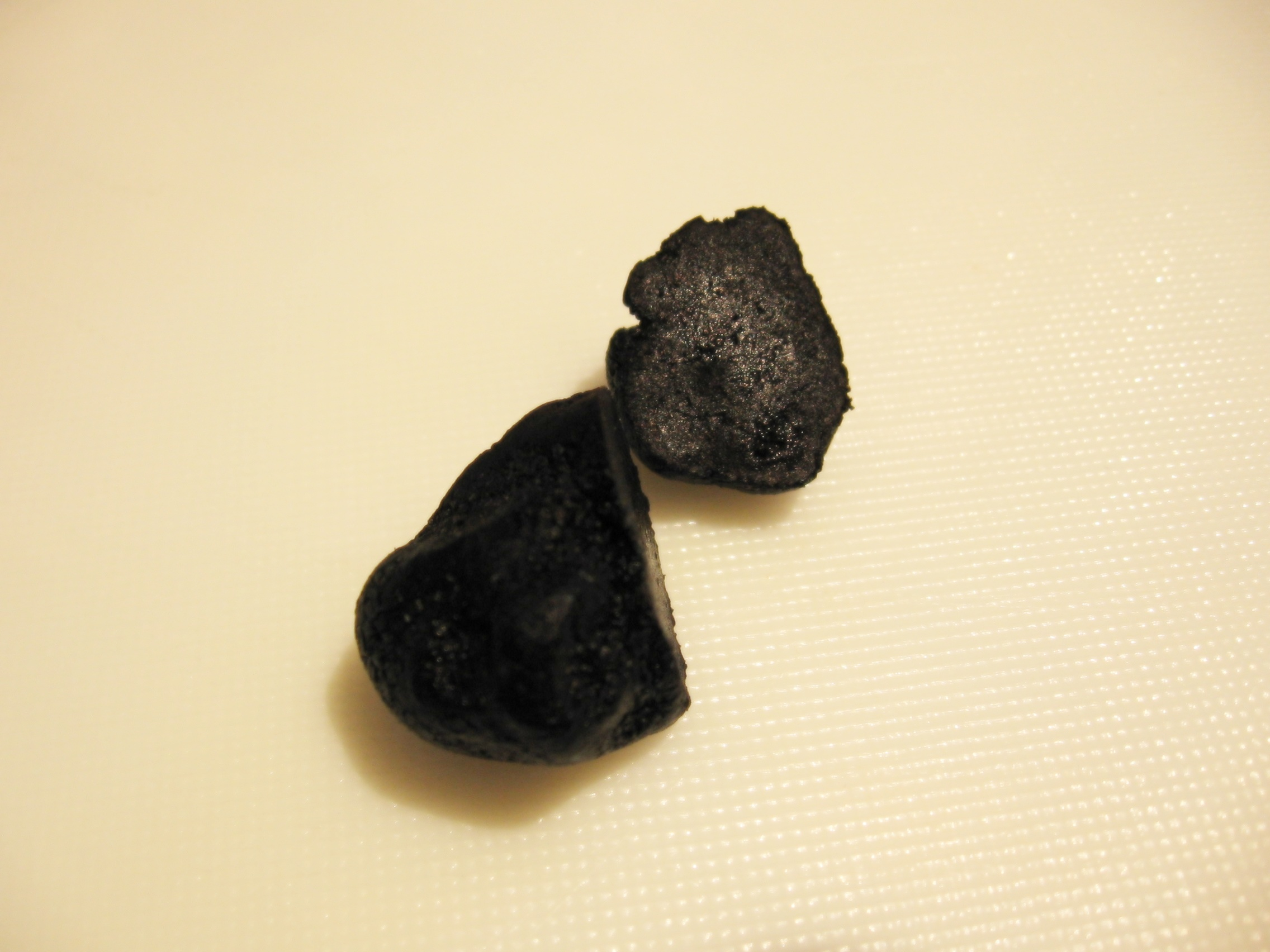
Tuber indicum
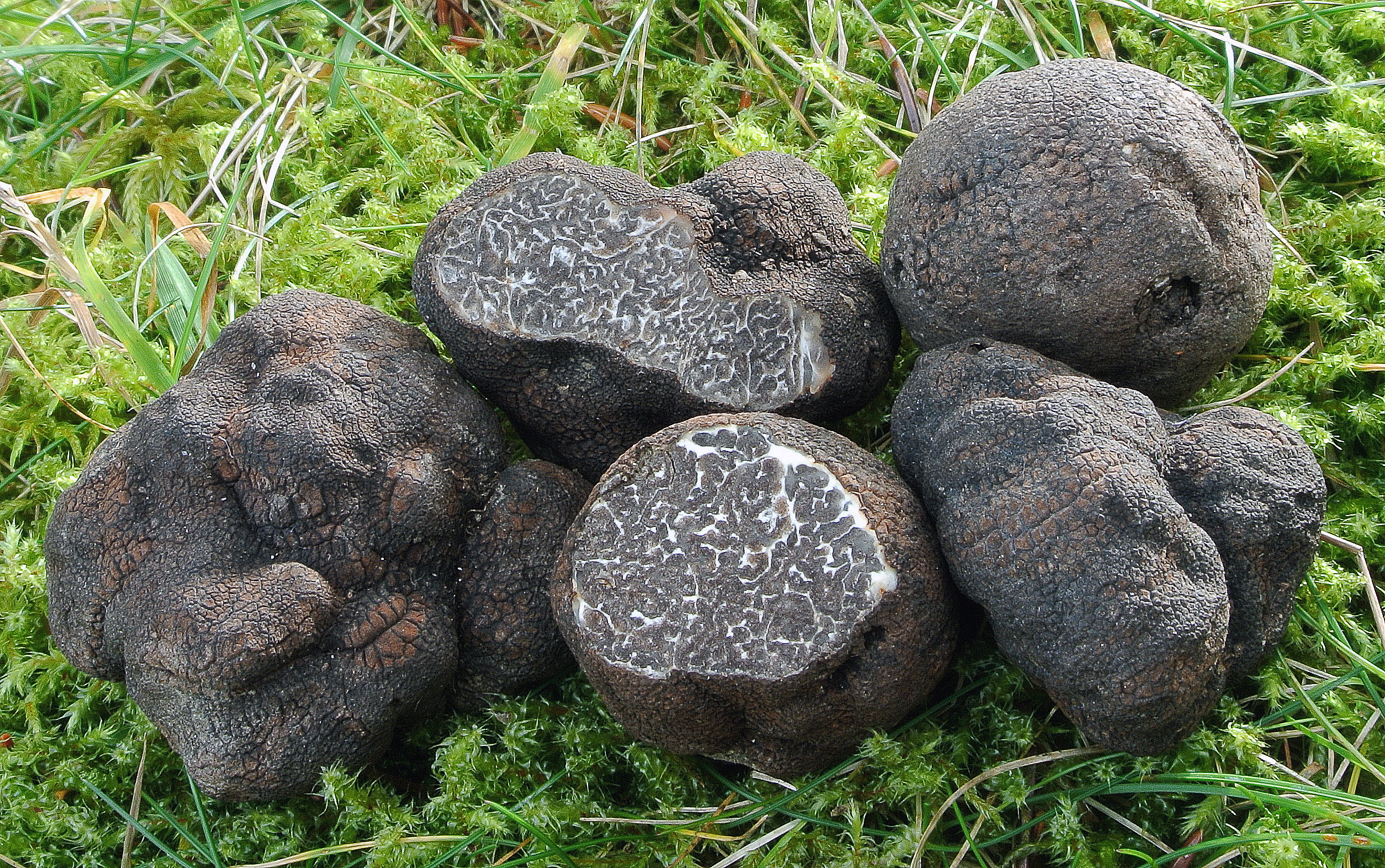
Tuber macrosporum
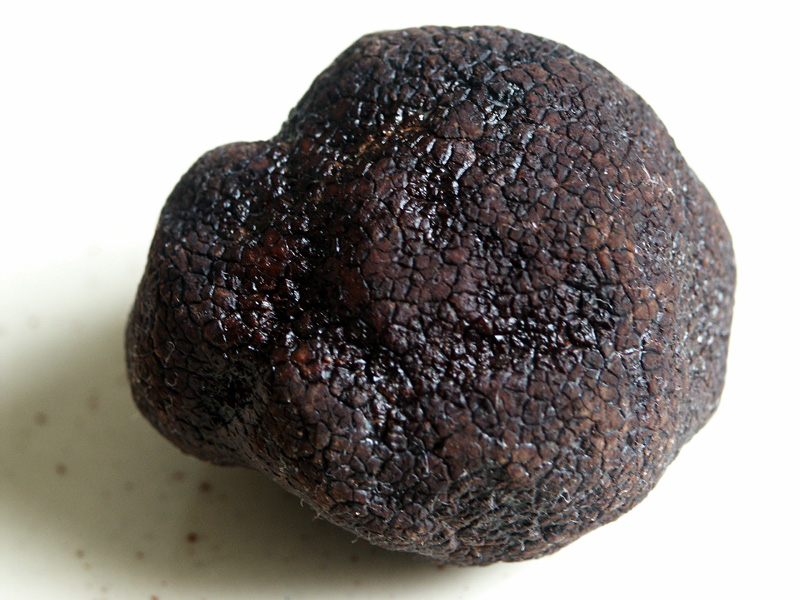
Tuber melanosporum
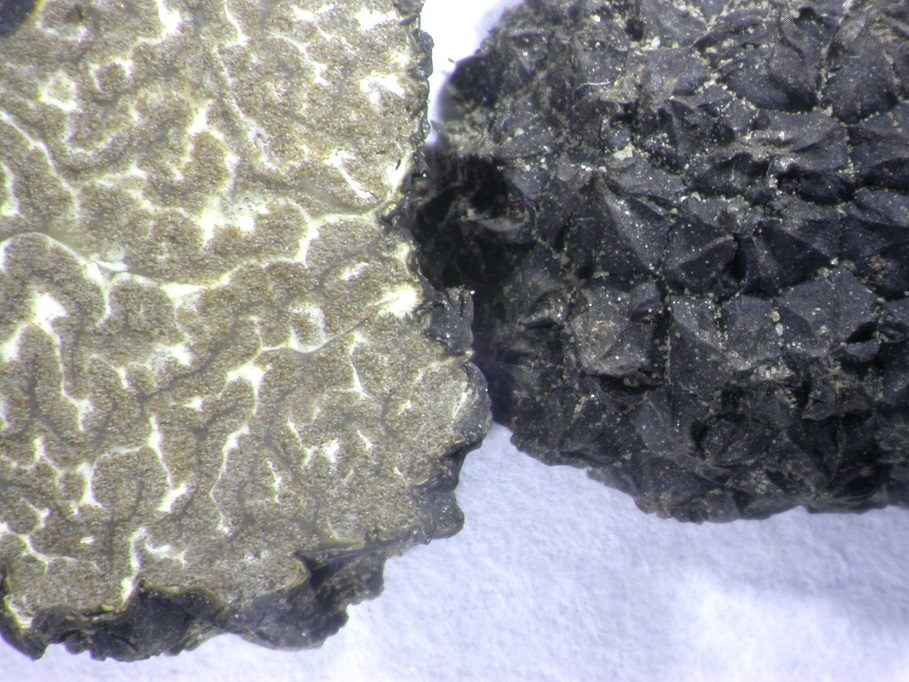
Tuber mesentericum
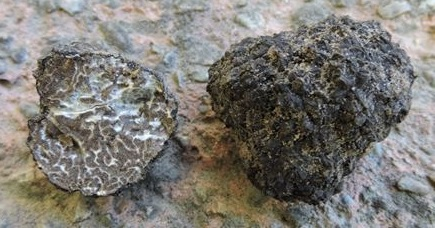
Tuber uncinatum

## Valorificare

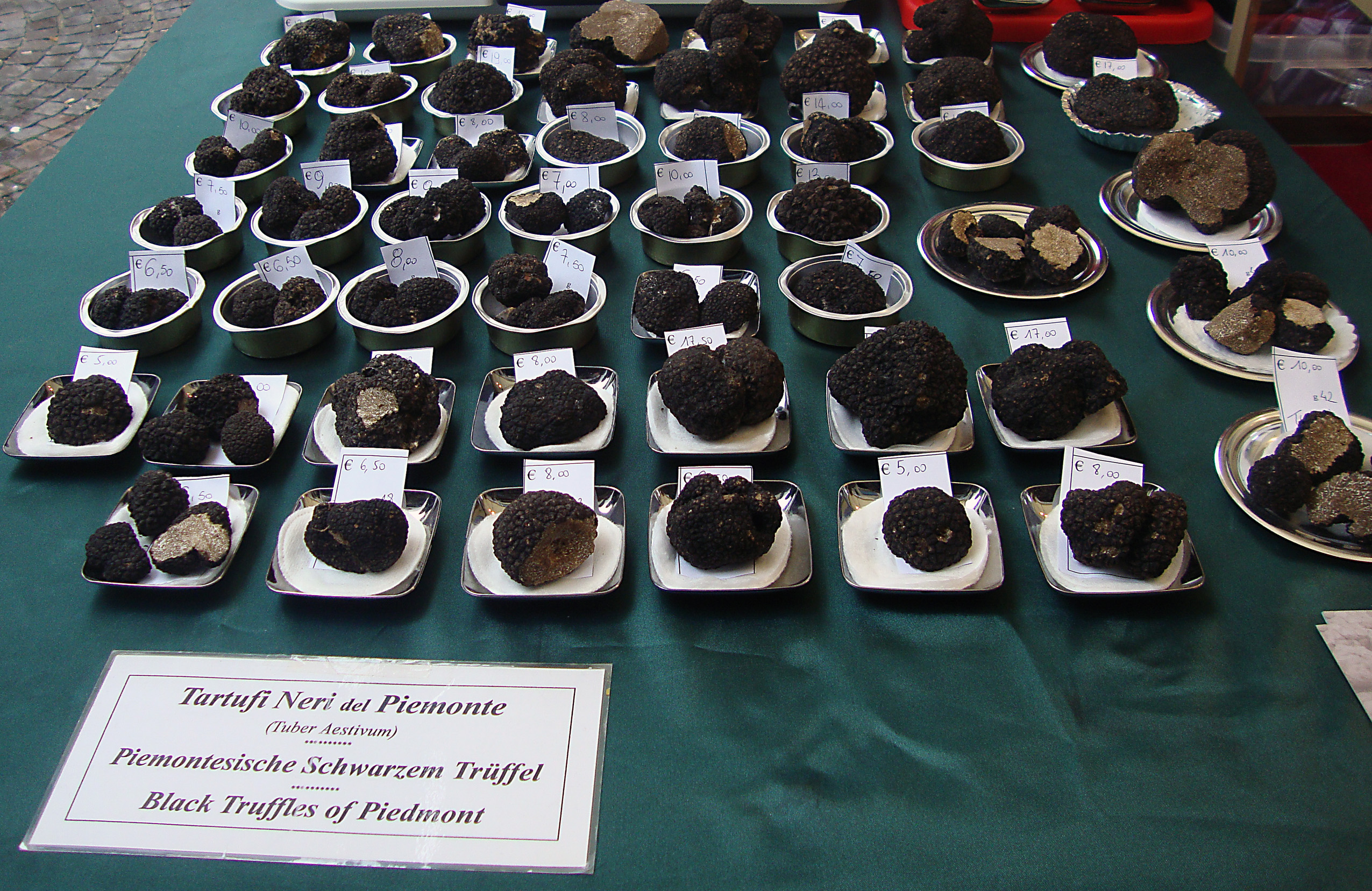
T. aestivum la piață

Prețul de achiziție în țara noastră este de la 25 € per kg și poate ajunge uneori până la 220 € per kg, marea diferență în preț fiind dependentă de cantitatea anuală ce se poate recolta care este influențată de nivelul anual de precipitații dar și de alți factori.
Ca valoare gastronomică trufa neagră de vară se situează după trufa neagră de iarnă, dar poate fi folosită în bucătărie în același mod. 
Este cea mai puțin pretențioasă trufă comparativ cu restul trufelor, în același timp este cea mai ușoară specie de trufă care se pretează și la cultură.

## Bibiliografie
- Marcel Bon: „Pareys Buch der Pilze”, Editura Kosmos, Halberstadt 2012, ISBN 978-3-440-13447-4
- Bruno Cetto, volumele 1-7
- Ewald Gerhard: „Der große BLV Pilzführer“ (cu 1200 de specii descrise și 1000 fotografii), Editura BLV Buchverlag GmbH & Co. KG, ediția a 9-a, München 2018, ISBN 978-3-8354-1839-4
- Andreas Gminder: „Handbuch für Pilzsammler - 340 Arten Mitteleuropas sicher bestimmen“, Editura Kosmos, Stuttgart 2008, ISBN 978-3-440-11472-8
- J. E. și M. Lange: „BLV Bestimmungsbuch - Pilze”, Editura BLV Verlagsgesellschaft, München, Berna Viena 1977, p. 116, ISBN 3-405-11568-2
- Hans E. Laux: „Der große Pilzführer, Editura Kosmos, Halberstadt 2001, ISBN 978-3-440-14530-2
- Gustav Lindau, Eberhard Ulbrich: „Die höheren Pilze, Basidiomycetes, mit Ausschluss der Brand- und Rostpilze”, Editura  J. Springer, Berlin 1928
- Meinhard Michael Moser: „Kleine Kryptogamenflora der Pilze – vol. II a.: „Höhere Phycomyceten und Ascomyceten”, Editura Gustav Fischer, Jena 1963
- Linus Zeitlmayr: „Knaurs Pilzbuch”, Editura Droemer Knaur, München-Zürich 1976, p. 114-117, ISBN 3-426-00312-0